# ريتشارد ر. سيلفا
ريتشارد ر. سيلفا (بالإنجليزية: Richard R. Silva)‏ هو سياسي أمريكي، ولد في 13 مارس 1922، وتوفي في 27 يناير 2009. حزبياً، نشط في الحزب الجمهوري. وقد انتخب عضو مجلس نواب ماساتشوستس.